# Janiszewo (województwo pomorskie)
Janiszewo – wieś kociewska w Polsce położona w województwie pomorskim, w powiecie tczewskim, w gminie Pelplin przy drodze wojewódzkiej nr 230.
W latach 1975–1998 miejscowość administracyjnie należała do województwa gdańskiego.

## Demografia
Według Narodowego Spisu Powszechnego Ludności i Mieszkań z 2021 roku liczba ludności we wsi Janiszewo to 472 z czego 47,7% mieszkańców stanowią kobiety, a 52,3% ludności to mężczyźni. Miejscowość zamieszkuje 3,1% mieszkańców gminy.

## Zabytki
Według rejestru zabytków NID na listę zabytków wpisana jest przydrożna aleja dębowa, wzdłuż drogi Janiszewo – Kursztyn – Cierzpice, pocz. XX w., nr rej.: A-1989 z 28.05.2021.